# اولگا آرزومانیان
اولگا آقاجانی آرزومانیان (ارمنی: Օլգա Արզումանյան؛  ۱۹۲۸) زبان‌شناس اهل ارمنستان بود.

## زندگی‌نامه
وی در ۱۹۲۸ در استپاناوان به دنیا آمد. در ۱۹۵۳م رشتهٔ زبان‌شناسی شرقی را در دانشگاه دولتی ایروان به پایان برد و در ۱۹۶۵م، از رسالهٔ دکتری خود با نام جمله‌های پرسشی در زبان فارسی معاصر دفاع کرد. آن‌گاه در بخش زبان‌شناسی فارسی فرهنگستان ملی علوم ارمنستان به کار پرداخت و کارمند علمی دانشکدهٔ شرق‌شناسی شد. 

## تالیفات
از آثارش به زبان روسی: جملهٔ پرسشی در زبان فارسی معاصر (مسکو، ۱۹۶۵)؛ چکیدهٔ رسالهٔ علمی (مسکو، ۱۹۶۵). مقاله‌هایی از او با نام‌های «دربارهٔ انواع ساختاری-معنایی جمله‌های پرسشی در زبان فارسی معاصر» در ایزوستیا (ایروان، ۱۹۶۵م، شمارهٔ ۸، ۲۲ ۸۱–۹۲)، «نتایج پژوهش‌های تجربی دربارهٔ آهنگ جمله‌های پرسشی در زبان فارسی معاصر» در کتاب فیلولوژی ایرانی (تاشکند، ۱۹۶۶م، صص ۶۰–۷۷) و «دربارهٔ ادات پرسشی در زبان فارسی معاصر» در بخش چهارم کتاب کشورها و ملت‌های شرق (ایروان، ۱۹۶۹م، صص ۲۱۹–۲۳۴) به چاپ رسیده است.